# Oum er-Rbia

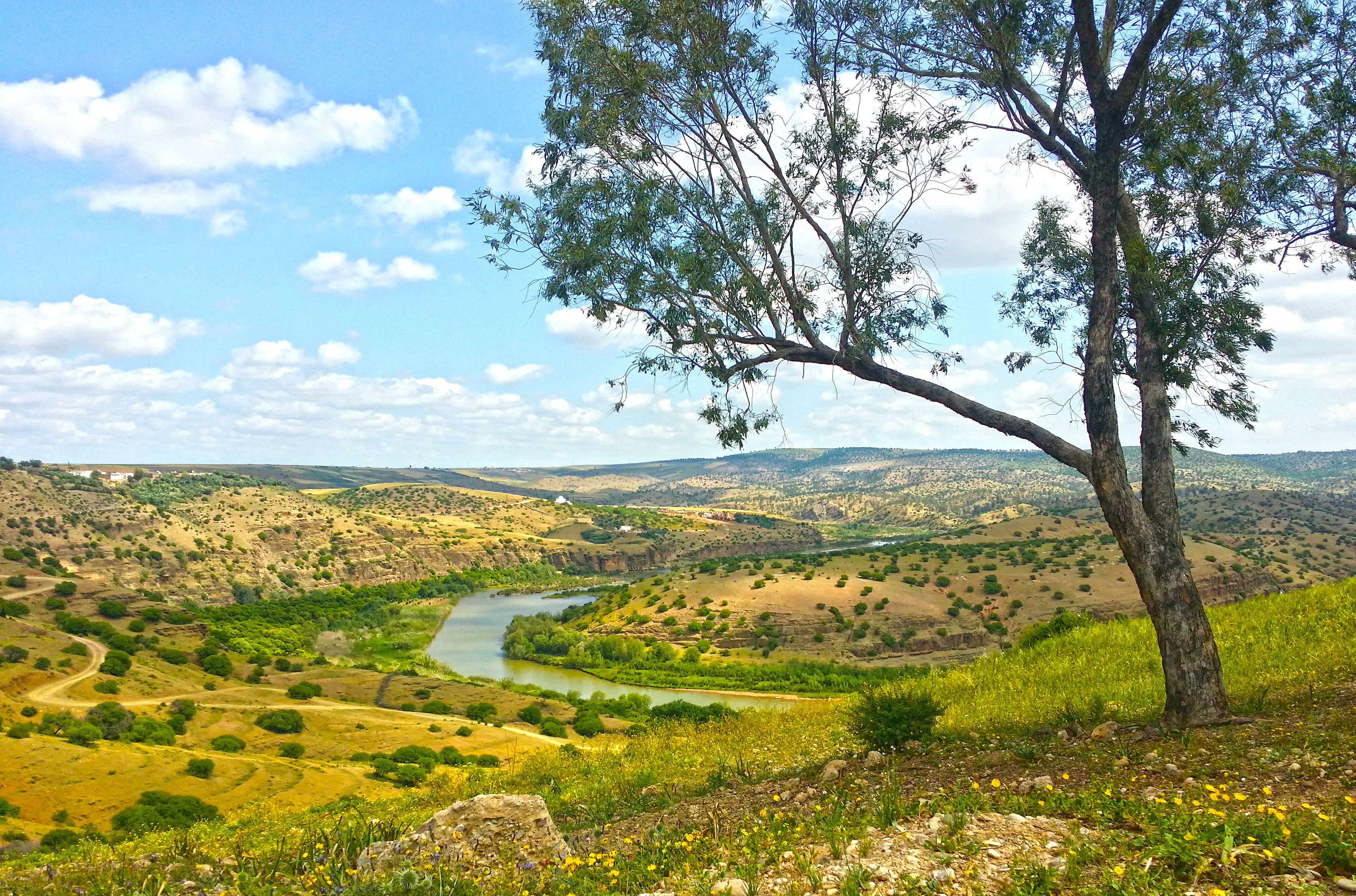
Mittellauf des Oum er-Rbia

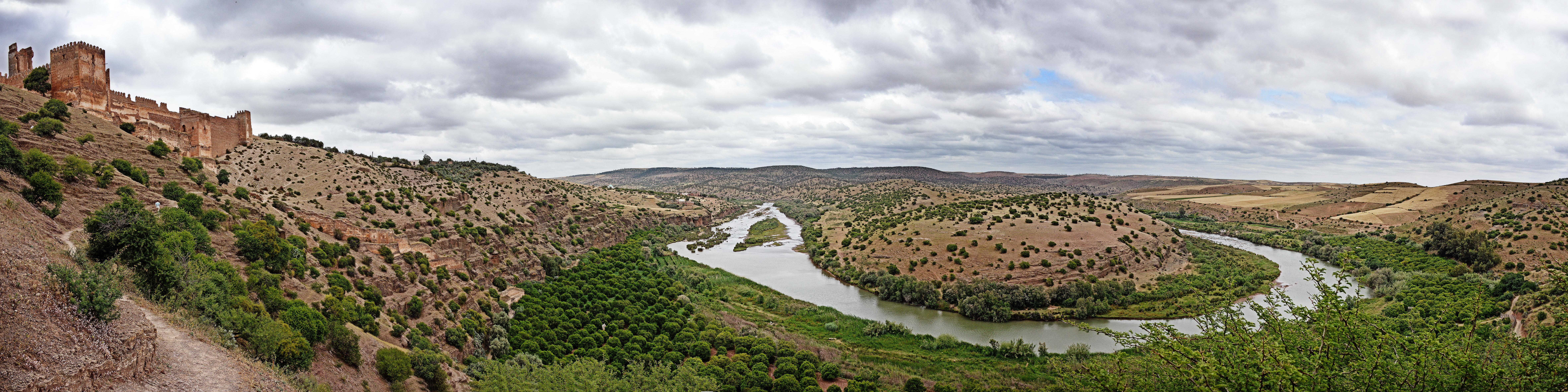
Kasbah von Boulaouane oberhalb des Oum er-Rbia

Der 555 km lange Oued Oum er-Rbia (arabisch أم الربيع, DMG Umm ar-rabīʿ, marokkanisches Tamazight ⴰⵙⵉⴼ ⵏ ⵓⵎ ⵔⴰⴱⵉⵄ Asif n Um Rabiɛ) ist – trotz starker saisonaler Schwankungen – zusammen mit dem Oued Sebou der längste und wasserreichste Fluss Marokkos.

## Etymologie
Oum er-Rbia wird gemeinhin mit „Mutter des Frühlings“ übersetzt, was jedoch voraussetzt, dass der Name arabischen Ursprungs ist. Wahrscheinlicher ist eine Herleitung aus der Berbersprache Zentralatlas-Tamazight; danach würde der Name in etwa mit „Fluss mit vielen Quellen“ zu übersetzen sein.

## Geographie
Der vergleichsweise wasserreiche Fluss entspringt im Mittleren Atlas und verläuft zunächst in südwestlicher, später dann in nordwestlicher Richtung. Er nimmt mehrere kleinere Nebenflüsse auf, darunter Oued Day, Oued El Abid, Oued Tassaout, wird mehrfach gestaut – die größte und längste Talsperre ist der Stausee Al Massira – und mündet schließlich, etwa 5 km nördlich von Azemmour, in den Atlantik.

## Hydrometrie
Die Abflussmenge des Oum er-Rbia wurde an der Station Imfout, bei dem größten Teil des Einzugsgebietes, über die Jahre 1941 bis 1970 in m³/s gemessen.

## Wirtschaft
Der Oum er-Rbia ist von großer Bedeutung für die Trinkwasserversorgung der Bevölkerung weiter Teile Zentralmarokkos sowie für die Bewässerung der landwirtschaftlich genutzten Flächen in der nördlichen Tadla- und der Doukkala-Ebene.

## Geschichte
Die Geschichte der Besiedlung der Tadla-Ebene durch Berbervölker reicht mit Sicherheit weit zurück, doch gibt es wegen der schriftlosen Kultur der Berber keine schriftlichen Nachweise. Unter arabischem Einfluss, später dann unter der Kolonialherrschaft der Franzosen wurden die Anbau- und Bewässerungsmethoden intensiviert.

## Sehenswürdigkeiten
Das Quellgebiet des Oum er-Rbia ist gesäumt von kleinen Restauranthütten. Eine einbogige Brücke mit zwei kleineren Begleitbögen über den Fluss in Khenifra wird als Pont Portugais bezeichnet – ob sie jedoch tatsächlich von Portugiesen erbaut wurde, ist fraglich; auf jeden Fall sind europäische Einflüsse offensichtlich, denn weder Araber noch Berber haben in Marokko gewölbte Brücken gebaut. Ein mehrbogiger Pont Portugais überquert den Fluss in Kasba Tadla. Etwa 50 km vor der Mündung des Flusses, oberhalb der Ortschaft Boulaouane, steht eine im 18. Jahrhundert unter Mulai Ismail erbaute imposante Bergfestung (kasbah).

## Tourismus
Obwohl der Oberlauf des Oum er-Rbia von März bis Mai für Wildwasser-Touren mit Kanus oder Schlauchbooten geeignet ist, hat der Fluss bislang kaum touristische Bedeutung.